# Алабама
 Тази статия е за щата в САЩ.  За песента вижте Химн на Алабама.  
Алабама (на английски: Alabama) е щат в югоизточната част на САЩ. Площ 135 765 km² (1,43% от територията на САЩ, 30-о място по големина). Население 4 887 871 души (2018), 1,49% от населението на САЩ, 23-то място по население.

## История
Щатът Алабама е образуван на 14 декември 1819 и става двадесет и втория щат допуснат до Съюза, но се оттегля от него през 1861 г., за да се присъедини към Конфедералните американски щати – държава, формирана от единадесет южни щати между 1861 г. и 1865 г. След Гражданската война, през 1868 г. Алабама отново се присъединява отново към САЩ. До Втората световна война Алабама, както много други южни щати, преживява тежки икономически затруднения. В годините след войната Алабама се радва на впечатляващо възстановяване, като икономиката на щата се променя от селско стопанство към разнообразни интереси в тежката промишленост, добиването на минерали, образованието и високите технологии.

## География
Щатът Алабама е разположен в южния регион на Съединените американски щати. На запад граничи с щата Мисисипи, на север – с Тенеси, на изток – с Джорджия, на юг – с Флорида, а на югозапад се мие от водите на Мексиканския залив.
Южните и централните части на щата са заети от обширната Примексиканска низина с височина до 200 m. На север и североизток са простират ниските югозападни разклонения на планината Апалачи с максимална височина връх Чииха 2405 f (733 m), разположена в окръг Клебърн.
В най-северните райони на щата с част от средното си течение протича река Тенеси (ляв приток на Охайо, кояго е ляв приток на Мисисипи). На нея, на територията на щата са изградени три големи язовира – Гънтърсвил, Уилсън и Пикуик (само горната му част). Останалите райони на щата се оттичат директно към Мексиканския залив. От югозападните части на Апалачите водят началото си реките: Тонбигби с Блек Уерър, Алабама с двете съставящи я реки Куса и Талапуса, Чатахучи и др.
Климатът на Алабама е субтропичен, океански. Средната годишна температура е около 18 °C. Зимата е мека, като средна януарска температура се изменя от 5 °C на север до 12 °C на юг, по брега на Мексиканския залив. Лятото е горещо, като в някои райони средната юлска температура превишава 32 °C. Снеговалежите са рядко явление в щата, но северно от столицата Монтгомъри зимно време често пада сняг. Валежите са обилни, като годишната им сума съставлява около 1400 mm. Алабама се намира в зоната на тропическите циклони и урагани, идващи от Мексиканския залив. Заедно с щата Канзас, в Алабама се отбелязва най-голямо количество торнада от категория F5.

## Градове
- Бирмингам
- Лафайет
- Мобил
- Монтгомъри
- Хънтсвил

## Административно деление

### Окръзи
Щатът Алабама е разделена на 67 окръга:
- С най-големи площи са окръзите Болдуин 5250 km², Мобил 4258 km² и Тъскалуса 3499 km², а с най-малки – окръзите Дейл 1458 km², Клебърн 1453 km² и Етоуа 1422 km²;
- С най-многобройно население са окръзите Джеферсън 37659 197 души, Мобил 413 955 души и Мадисън 361 046 души, а с най-малко население – окръзите Лаундс 10 076 души, Пери 9339 души и Грийн 8330 души;
- С най-голяма плътност на населението са окръзите Джеферсън 226,45 души/km², Мадисън 171,44 души/km² и Монтгомъри 109,39 души/km², а с най-малка плътност – окръзите Пери 4,98 души/km², Грийн 4,87 души/km² и Уилкокс 4,56 души/km².

| Окръг           | Площ, km² (място в щата) % от площта на щата | Население (2017 г.) (място в щата) % от населението на щата | Плътност, души/km² | Административен център | Основан               | Образуван от:                                               |
| --------------- | -------------------------------------------- | ----------------------------------------------------------- | ------------------ | ---------------------- | --------------------- | ----------------------------------------------------------- |
| 01. Аутауга     | 1566, (57), 1,15                             | 55 504, (24), 1,14                                          | 35,44              | Пратвил                | 21 ноември 1818       | окръг Монтгомъри                                            |
| 02. Барбър      | 2344, (16), 1,73                             | 25 270, (41), 0,52                                          | 10,78              | Клетън                 | 18 декември 1832      | окръг Пайк                                                  |
| 03. Биб         | 1621, (46), 1,19                             | 22 668, (45), 0,46                                          | 13,98              | Сентървил              | 7 февруари 1818       | окръг Монтгомъри                                            |
| 04. Блаунт      | 21 686, (41), 1,24                           | 58 013, (22), 1,19                                          | 34,41              | Онеонта                | 6 февруари 1818       | окръг Монтгомъри и индиански територии                      |
| 05. Болдуин     | 5250, (1), 3,87                              | 212 628, (6), 4,35                                          | 40,50              | Бей Минет              | 21 декември 1809      | окръг Вашингтон и части от Западна Флорида                  |
| 06. Бълок       | 1619, (47), 1,19                             | 10 309, (64), 0,21                                          | 6,37               | Юниън Спрингс          | 5 декември 1866       | окръзи Барбър, Мейкън, Монтгомъри и Пайк                    |
| 07. Бътлър      | 2015, (24), 1,48                             | 19 825, (48), 0,41                                          | 9,84               | Грийнвил               | 13 декември 1819      | окръзи Кънека и Монро                                       |
| 08. Вашингтон   | 2820, (7), 2,08                              | 16 531, (52), 0,34                                          | 5,86               | Чатъм                  | 4 юни 1800            | територия Мисисипи                                          |
| 09. Грийн       | 1709, (37), 1,26                             | 8330, (67), 0,17                                            | 4,87               | Еуто                   | 13 декември 1819      | окръзи Маренго и Тъскалуса                                  |
| 10. Далас       | 2574, (10), 1,90                             | 39 215, (31), 0,80                                          | 15,24              | Селма                  | 9 февруари 1818       | окръзи Монро и Монтгомъри                                   |
| 11. Дейл        | 1458, (65), 1,07                             | 49 226, (28), 1,01                                          | 33,76              | Оузарк                 | 22 декември 1824      | окръзи Ковингтън и Хенри                                    |
| 12. Джаксън     | 2919, (5), 2,15                              | 51 909, (26), 1,06                                          | 17,78              | Скотсбъро              | 13 декември 1819      | индиански територии                                         |
| 13. Дженива     | 1500, (63), 1,10                             | 26 421, (39), 0,54                                          | 17,61              | Дженива                | 26 декември 1868      | окръзи Кофи, Дейл и Хенри                                   |
| 14. Джеферсън   | 2911, (6), 2,14                              | 659 197, (1), 13,49                                         | 226,45             | Бирмингам              | 13 декември 1818      | окръг Блаунт                                                |
| 15. Дикалб      | 2018, (23), 1,49                             | 71 617, (20), 1,47                                          | 35,49              | Форт Пейн              | 9 януари 1836         | окръг Чероки                                                |
| 16. Елмор       | 1702, (38), 1,25                             | 81 667, (18), 1,67                                          | 47,98              | Уетумпка               | 15 февруари 1866      | окръзи Аутауга, Куса, Монтгомъри и Талапуса                 |
| 17. Ескамбия    | 2468, (12), 1,82                             | 37 447, (32), 0,77                                          | 15,17              | Броутън                | 10 декември 1868      | окръзи Болдуин и Кънека                                     |
| 18. Етоуа       | 1422, (67), 1,05                             | 102 755, (12), 2,10                                         | 72,26              | Гадсдън                | 7 декември 1866       | окръзи Блаунт, Калхун, Чероки, Дикалб, Маршал и Сейнт Клеър |
| 19. Калхун      | 1585, (52), 1,17                             | 114 728, (10), 2,35                                         | 72,38              | Анистън                | 18 декември 1832      | окръг Сейнт Клеър                                           |
| 20. Кларк       | 3245, (4), 2,39                              | 24 083, (42), 0,49                                          | 7,42               | Гроув Хил              | 10 декември 1812      | окръг Вашингтон                                             |
| 21. Клебърн     | 1453, (66), 1,07                             | 14 900, (54), 0,30                                          | 10,25              | Хефлин                 | 6 декември 1866       | окръзи Калхун, Рандолф и Талъдига                           |
| 22. Клей        | 1570, (55), 1,16                             | 13 367, (58), 0,27                                          | 8,51               | Ашланд                 | 7 декември 1866       | окръзи Рандолф и Талъдига                                   |
| 23. Ковингтън   | 2704, (8), 1,99                              | 37 092, (33), 0,76                                          | 13,72              | Андалуша               | 17 декември 1821      | окръг Хенри                                                 |
| 24. Колбърт     | 1611, (49), 1,19                             | 54 500, (25), 1,12                                          | 33,83              | Тъскъмбия              | 6 февруари 1867       | окръг Франклин                                              |
| 25. Кофи        | 1761, (34), 1,30                             | 51 874, (27), 1,06                                          | 29,46              | Елба                   | 29 декември 1841      | окръг Дейл                                                  |
| 26. Крийншоу    | 1582, (53), 1,17                             | 13 871, (57), 20,28                                         | 8,77               | Лавърн                 | 30 ноември 1866       | окръзи бътлър, Кофи, Ковингтън, Лаундс и Пайк               |
| 27. Куса        | 1725, (36), 1,27                             | 10 754, (62), 0,22                                          | 5,23               | Рокфорд                | 18 декември 1832      | окръг Монтгомъри                                            |
| 28. Кълман      | 1955, (27), 1,44                             | 82 755, (17), 1,69                                          | 42,33              | Кълман                 | 24 януари 1877        | окръзи Блаунт, Морган и Уинстън                             |
| 29. Кънека      | 2209, (18), 1,63                             | 12 469, (61), 0,26                                          | 5,64               | Евъргрийн              | 13 февруари 1818      | окръг Монро                                                 |
| 30. Лаймстоун   | 1572, (54), 1,16                             | 94 402, (14), 1,93                                          | 60,05              | Атънс                  | 6 февруари 1818       | окръг Мадисън                                               |
| 31. Ламар       | 1567, (56), 1,15                             | 13 946, (56), 0,29                                          | 8,90               | Върнън                 | 8 февруари 1867       | окръзи Файет и Мариън                                       |
| 32. Лаундс      | 1878, (29), 1,38                             | 10 076, (65), 0,21                                          | 5,37               | Хейнсвил               | 20 януари 1830        | окръзи Бътлър, Далас и Монтгомъри                           |
| 33. Лий         | 1595, (50), 1,17                             | 161 604, (8), 3,31                                          | 101,32             | Опелика                | 5 декември 1866       | окръзи Чеймбърс, Мейкън, Ръсел и Талапуса                   |
| 34. Лодърдейл   | 1867, (31), 1,38                             | 92 538, (15), 1,89                                          | 49,57              | Флорънс                | 6 февруари 1818       | индиански територии                                         |
| 35. Лорънс      | 1857, (32), 1,37                             | 33 049, (36), 0,68                                          | 17,80              | Молтън                 | 6 февруари 1818       | индиански територии                                         |
| 36. Мадисън     | 2106, (19), 1,55                             | 361 046, (3), 7,39                                          | 171,44             | Хънтсвил               | 13 декември 1808      | индиански територии                                         |
| 37. Маренго     | 2546, (11), 1,88                             | 19 375, (49), 0,40                                          | 7,61               | Линдън                 | 6 февруари 1818       | индиански територии                                         |
| 38. Мариън      | 1927, (28), 1,42                             | 29 883, (38), 0,61                                          | 15,51              | Хамилтън               | 13 февруари 1818      | окръг Тъскалуса                                             |
| 39. Маршал      | 1614, (48), 1,19                             | 95 548, (13), 1,95                                          | 59,20              | Гънтърсвил             | 9 февруари 1836       | окръзи Блаунт, Джаксън и индиански територии                |
| 40. Мейкън      | 1588, (51), 1,17                             | 18 755, (50), 0,38                                          | 11,81              | Тъскиджи               | 18 декември 1832      | окръг Монтгомъри                                            |
| 41. Мобил       | 4258, (2), 3,14                              | 413 955, (2), 8,47                                          | 97,22              | Мобил                  | 18 декември 1812      | част от Западна Флорида и територия Мисисипи                |
| 42. Монро       | 2678, (9), 1,97                              | 21 327, (46), 0,44                                          | 7,96               | Монровил               | 29 юни 1815           | индиански територии                                         |
| 43. Монтгомъри  | 2072, (22), 1,53                             | 226 646, (4), 4,64                                          | 109,39             | Монтгомъри             | 6 декември 1816       | окръг Монро                                                 |
| 44. Морган      | 1551, (60), 1,14                             | 118 818, (9), 2,43                                          | 76,61              | Дикейтър               | 6 февруари 1818       | индиански територии                                         |
| 45. Пайк        | 1743, (35), 1,28                             | 33 267, (35), 0,68                                          | 19,09              | Трой                   | 17 декември 1821      | окръзи Монтгомъри и Хенри                                   |
| 46. Пери        | 1875, (30), 1,38                             | 9339, (66), 0,19                                            | 4,98               | Мариън                 | 13 декември 1819      | окръзи Далас, Маренго и Тъскалуса                           |
| 47. Пикънс      | 2305, (17), 1,70                             | 20 176, (47), 0,41                                          | 8,75               | Керълтън               | 20 декември 1820      | окръг Тъскалуса                                             |
| 48. Рандолф     | 1513, (61), 1,11                             | 22 670, (44), 0,46                                          | 14,98              | Уидоуий                | 18 декември 1832      | окръзи Сейнт Клеър и Шелби                                  |
| 49. Ръсел       | 1676, (43), 1,23                             | 57 045, (23), 1,17                                          | 34,04              | Феникс Сити            | 18 декември 1832      | окръзи Барбър, Бълок, Лий и Мейкън                          |
| 50. Сейнт Клеър | 1694, (40), 1,25                             | 88 199, (16), 1,80                                          | 52,07              | Ашвил и Пел Сити       | 20 ноември 1818       | окръг Шелби                                                 |
| 51. Съмтър      | 2365, (14), 1,74                             | 12 687, (60), 0,26                                          | 5,36               | Ливингстън             | 18 декември 1832      | индиански територии                                         |
| 52. Талапуса    | 1984, (25), 1,46                             | 40 681, (30), 0,83                                          | 20,50              | Дейдвил                | 18 декември 1832      | окръзи Монтгомъри и Шелби                                   |
| 53. Талъдига    | 1968, (26), 1,45                             | 80 065, (19), 1,64                                          | 40,68              | Талъдига               | 18 декември 1832      | окръзи Шелби и Сейнт Клеър                                  |
| 54. Тъскалуса   | 3499, (3), 2,58                              | 207 811, (7), 4,25                                          | 59,39              | Тъскалуса              | 6 февруари 1818       | окръг Монтгомъри и индиански територии                      |
| 55. Уилкокс     | 2349, (15), 1,73                             | 10 719, (63), 0,22                                          | 4,56               | Камдън                 | 13 декември 1819      | окръзи Далас и Монро                                        |
| 56. Уинстън     | 1637, (44), 1,21                             | 23 722, (43), 0,49                                          | 14,49              | Дабъл Спрингс          | 12 февруари 1850      | окръг Уокър                                                 |
| 57. Уокър       | 2085, (21), 1,54                             | 64 058, (21), 1,31                                          | 30,72              | Джаспър                | 26 декември 1823      | окръзи Блаунт, Джеферсън и Тъскалуса                        |
| 58. Файет       | 1629, (45), 1,20                             | 16 468, (53), 0,34                                          | 10,11              | Файет                  | 20 декември 1824      | окръзи Мариън, Пикънс и Тъскалуса                           |
| 59. Франклин    | 1676, (42), 1,23                             | 31 495, (37), 0,64                                          | 18,79              | Ръселвил               | 6 февруари 1818       | ондиански територии                                         |
| 60. Хейл        | 1702, (39), 1,25                             | 14 812, (55), 0,30                                          | 8,70               | Грийнсбъро             | 30 януари 1867        | окръзи Грийн, Маренго, Пери и Тъскалуса                     |
| 61. Хенри       | 1471, (64), 1,08                             | 17 147, (51), 0,35                                          | 11,66              | Ейбвил                 | 13 декември 1819      | окръг Кънека                                                |
| 62. Хюстън      | 1507, (62), 1,11                             | 104 346, (11), 2,13                                         | 69,24              | Доудън                 | 9 февруари 1903       | окръзи Дейл, Дженива и Хенри                                |
| 63. Чеймбърс    | 1562, (58), 1,15                             | 33 713, (34), 0,69                                          | 21,58              | Лафайет                | 18 декември 1832      | окръг Монтгомъри                                            |
| 64. Чероки      | 1554, (59), 1,14                             | 25 857, (40), 0,53                                          | 16,64              | Сентър                 | 9 януари 1836         | индиански територии                                         |
| 65. Чилтън      | 1816, (33), 1,34                             | 44 067, (29), 0,90                                          | 24,27              | Клантън                | 30 декември 1868      | окръг Сейнт Клеър                                           |
| 66. Чокто       | 2385, (13), 1,76                             | 12 945, (59), 0,26                                          | 5,43               | Бътлър                 | 29 декември 1847      | окръзи Вашингтон и Съмтър                                   |
| 67. Шелби       | 2098, (20), 1,55                             | 213 605, (5), 4,37                                          | 101,81             | Колумбияна             | 7 февруари 1818       | окръг Монтгомъри                                            |
| Алабама         | 135 765, (30), 1,43                          | 4 887 871, (23), 1,49                                       | 36,00              | Монтгомъри             | 14 декември 1819 (22) |                                                             |

## Население
Населението на щата през 2009 година е 4 708 708 души. Расовия състав е следния:
- бели – 70,9%
- афроамериканци – 26,3%
- азиатци – 1,0%
- индианци – 0,5%
- с повече от една раса – 1,1%

## Икономика
Щатът инвестира в образованието, здравеопазването, банковото дело и различни тежки индустрии включващи автомобилостроене и производство на стомана.

### Транспорт
През щата преминават изцяло или частично участъци от 13 междущатски магистрали 18 междущатски шосета:
- Междущатска магистрала  – 66,3 мили (106,7 km), в южната част, от запад на изток;
- Междущатска магистрала  – 214,7 мили (345,5 km), в централната част, от югозапад на североизток, а след град Бирмингам, от запад на изток;
- Междущатска магистрала  – 241,4 мили (388,4 km), от югозапад на североизток, през град Бирмингам;
- Междущатска магистрала  – 367,0 мили (590,6 km), от югозапад на североизток, а след столицата Монтгомъри, от юг на север;
- Междущатска магистрала  – 80,0 мили (128,8 km), от столицата Монтгомъри на изток-североизток;
- Междущатска магистрала  – 5,1 мили (8,2 km), в градовете Мобил и Причард;
- Междущатска магистрала  – 96,5 мили (155,3 km), от границата с щата Мисисипи до град Бирмингам;
- Междущатска магистрала  – 2,8 мили (4,4 km), в град Тъскалуса;
- Междущатска магистрала  – 52,5 мили (84,5 km), северно от град Бирмингам;
- Междущатска магистрала  – 32,8 мили (52,8 km), южно и югоизточно от град Бирмингам;
- Междущатска магистрала  – 21,7 мили (34,9 km), от 340 миля на Междущатска магистрала  на изток до град Хънтсвил;
- Междущатска магистрала  – 14,4 мили (23,2 km), в столицата Монтгомъри;
- Междущатска магистрала  – 5,4 мили (8,7 km), от Междущатска магистрала , в окръг Етоуа, на юг ог град Гадсдън.
- Междущатско шосе  – 250,0 мили (402,3 km), от югозапад на североизток, през град Бирмингам;
- Междущатско шосе  – 226,6 мили (364,0 km), в югоизточната част, от югозапад на североизток;
- Междущатско шосе  – 383,0 мили (616,2 km), от юг на север, в т.ч. през столицата Монтгомъри и град Бирмингам;
- Междущатско шосе  – 353,1 мили (568,2 km), в западната част, от юг на север;
- Междущатско шосе  – 62,0 мили (99,8 km), в югозападната част, от юг на север;
- Междущатско шосе  – 169,0 мили (271,9 km), в северната част, от запад на изток;
- Междущатско шосе  – 194,0 мили (312,2 km), в централната част, от запад на изток, в т.ч. през град Бирмингам;
- Междущатско шосе  – 218,0 мили (350,8 km), в централната част, от запад на изток, в т.ч. през столицата Монтгомъри
- Междущатско шосе  – 246,0 мили (395,8 km), в централната част, от северозапад на югоизток, в т.ч. през столицата Монтгомъри;
- Междущатско шосе  – 235,0 мили (378,1 km), в южната част, от запад на изток;
- Междущатско шосе  – 77,0 мили (123,9 km), в южната част, от запад на изток;
- Междущатско шосе  – 83,0 мили (133,5 km), в южната част, от запад на изток;
- Междущатско шосе  – 333,0 мили (535,8 km), от юг на север, в т.ч. през столицата Монтгомъри;
- Междущатско шосе  – 199,2 мили (320,5 km), в северната част, от запад на изток;
- Междущатско шосе  – 141,4 мили (227,5 km), в източната част, от град Бирмингам на югоизток;
- Междущатско шосе  – 100,5 мили (161,7 km), в южната част, от юг на север, до столицата Монтгомъри;
- Междущатско шосе  – 88,4 мили (142,3 km), в източната част, от югозапад на североизток;
- Междущатско шосе  – 353,0 мили (568,0 km), в източната част, от юг на север.